# Radio Gra

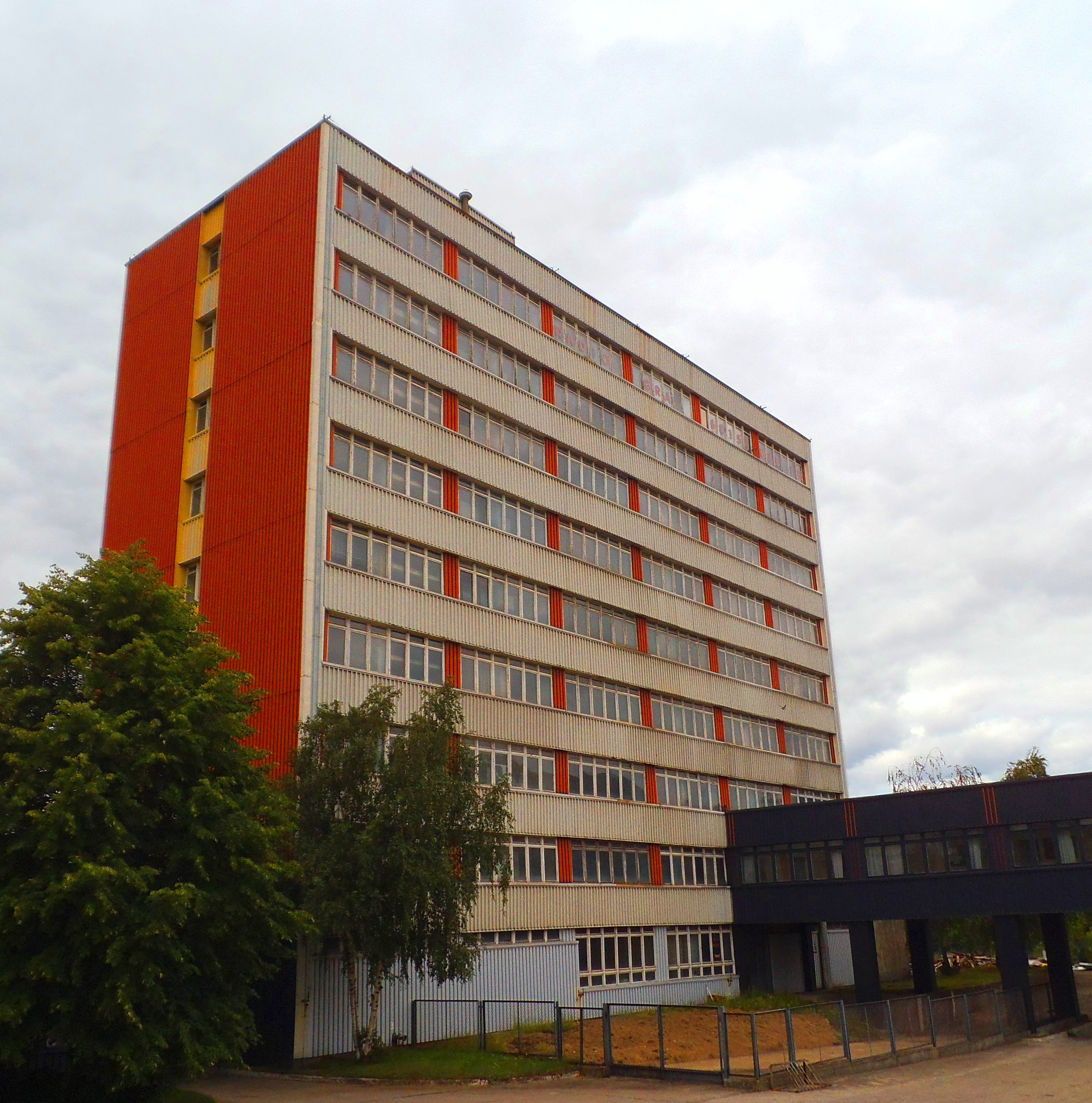
Dawny biurowiec „Polmozbytu” przy ul. Poznańskiej w Toruniu, w którym w latach 1993–2005 mieściła się redakcja Radia Gra

Radio GRA – sieć stacji radiowych, obecnie stacja radiowa o profilu Hot AC, nadająca w Toruniu i we Wrocławiu.

## Historia
Radio GRA powstało w Toruniu 1 października 1993 roku. Założyła je grupa dziennikarzy, która odeszła z Radia Toruń: Zbigniew Ostrowski, Katarzyna Łukomska, Przemysław Sikorski, Piotr Majewski. Nowa toruńska stacja rozpoczęła emisję programu na częstotliwości 73,35 MHz. Jej pierwszym prezesem i redaktorem naczelnym był Zbigniew Ostrowski. Po otrzymaniu koncesji w 1994 roku stacja przeniosła się na 68,15 MHz (pozostając na niej do stycznia 2000). W 1995 roku rozpoczęto nadawanie również na częstotliwości 88,8 MHz, na której rozgłośnia emituje swój główny program dla Regionu Toruńskiego do dzisiaj.
W 2002 roku (po przejęciu lokalnego Radia I) rozpoczęto emisję programu Radio GRA Inowrocław, posiadającego rano i wczesnym popołudniem lokalne pasma, w pozostałej części wypełnionego programem transmitowanym z Torunia.
Po otrzymaniu koncesji w Bydgoszczy, 24 stycznia 2005 roku na częstotliwości 106,1 MHz uruchomiono stworzone od podstaw Radio GRA Bydgoszcz.
Wykupienie włocławskiego Radia W pozwoliło 9 stycznia 2006 roku na uruchomienie czwartej stacji pod szyldem GRA, nadającej na częstotliwości zajmowanej wcześniej przez włocławską stację – 89,2 MHz.
Sieć należała do spółki Media Regionalne, skupiającej m.in. regionalne gazety, agencje reklamowe, portal regionalne oraz drukarnie. W ramach reorganizacji udziałów właściciela spółki Media Regionalne, w marcu 2013 roku Radio Gra zostało sprzedane spółce Multimedia Sp. z o.o. (właściciel sieci RMF Maxxx). Tym sposobem Radio GRA znalazło się w Grupie RMF. 21 maja 2013 roku Krajowa Rada Radiofonii i Telewizji wydała zgodę na zmianę nazwy trzech z czterech stacji należących do Radia Gra: Radio Gra Inowrocław zmieni nazwę na „RMF Maxxx Inowrocław”, Radio Gra Włocławek na „RMF Maxxx Włocławek” a Radio Gra Bydgoszcz na „RMF Maxxx Bydgoszcz”.
28 czerwca 2013 roku około godziny 17 Radio Gra Włocławek, Radio Gra Bydgoszcz i Radio Gra Inowrocław zostały oficjalnie dołączone do sieci RMF MAXXX. Rozgłośnia w Toruniu pozostała z dotychczasową nazwą.
12 listopada 2015 roku o północy Radio GRA rozpoczęło nadawanie we Wrocławiu na częstotliwości 95,1 MHz zastępując RMF Maxxx Wrocław.
Początkowo rozgłośnia miała studio przy ul. Poznańskiej, następnie studio mieściło się przy ul. św. Jakuba oraz w biurowcu przy ul. Szosa Chełmińska 166. 11 kwietnia 2024 roku w Światowy Dzień Radia odbyła się inauguracja nowej siedziby Radia GRA przy ul. Kościuszki 75/77.

## Nagrody i wyróżnienia
- 2019 – Medal „Thorunium”[11]